# 아스티아낙스

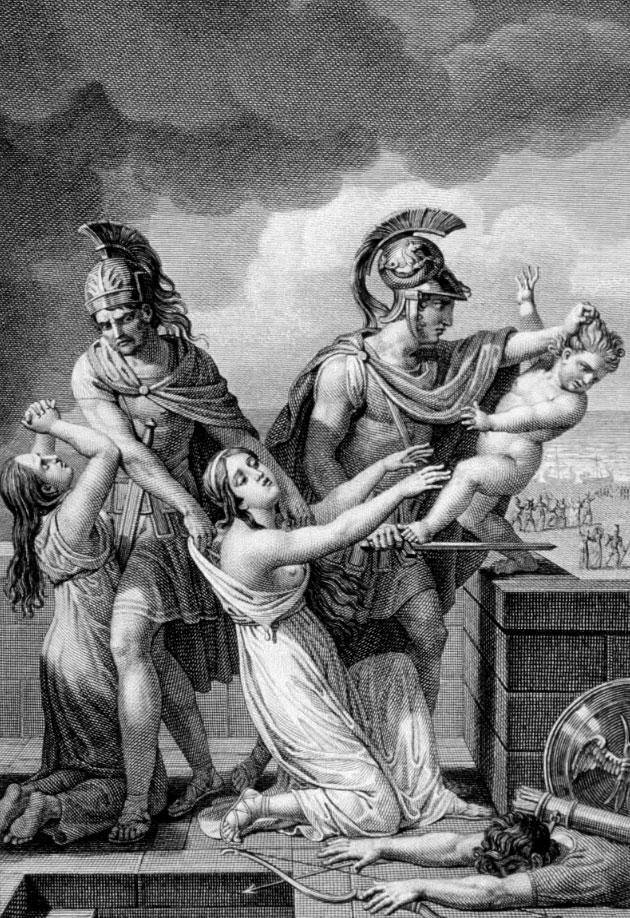
네오프톨레모스에 의해 트로이의 성벽에서 던져지는 아스티아낙스, 어머니 안드로마케가 이를 지켜보고 있다.

아스티아낙스(Astyanax, 고대 그리스어: Ἀστυάναξ)는 트로이의 왕자 헥토르와 안드로마케의 아들로 그리스 신화와 프랑크 왕국의 건국 신화에 등장하는 인물이다. 본명은 스카만드로스(Σκαμάνδριος 또는 Σκάμανδρος)이다.

## 생애
그리스 신화에 의하면 트로이왕 프리아모스의 손자이고 트로이의 황태자 헥토르와 안드로마케의 아들이었다. 이름의 뜻은 '도시의 왕', '도시의 어른'이라는 뜻인데 이는 아버지 헥토르가 혼자서 트로이를 지켰기 때문이라 한다. 트로이 전쟁 전에 태어났다고 가정한다면 트로이 패망 당시 그의 나이는 11세가 된다.
아버지 헥토르가 살해당하고 트로이가 멸망할 때까지 살아남았다. 트로이 성곽이 함락될 때 안드로마케는 아스티아낙스를 아버지인 헥토르의 무덤에 숨겼는데 결국 그리스 군에 발각되었다. 이 아이의 운명을 두고 그리스군들은 의견이 나뉘었다고 한다. 일설에는 메넬라오스는 그 아이를 살려두려고 했으나 아이를 살려두면 트로이를 재건하여 복수할 것이라고 생각해서 죽여야 한다고 주장한 오디세우스가 죽여서 후환을 없애야 한다고 했다.
통상 그리스 신화에 의하면 네오프톨레모스 혹은 오디세우스, 메넬라오스에 의해 살해되었다고 한다. 라신느는 아스티아낙스 생존설을 소재로 희극 앙드로마크를 지었다.

### 트로이 살해설
아스티아낙스의 죽음 또는 그 운명에 대하여는 여러 가지 설이 나뉜다. 아스티아낙스는 아킬레우스의 아들 네오프톨레모스에게 붙잡혀 트로이 성벽에 던져져 죽임을 당했다고도 하고, 네오프톨레모스가 트로이의 왕 프리아모스를 죽일 때 이 아이를 곤봉 대신 사용하여 죽였다고도 한다. 또한 아스티아낙스는 곤봉으로 죽였다고도 하고, 다른 그리스 장수에 의해 트로이 성벽에서 던져졌다고도 하며 우물에 던져져 죽었다고도 한다. 그를 성벽에서 던진 것은 네오프톨레모스라고도 하고, 다른 설에는 메넬라오스 또는 오딧세우스가 던졌다고도 한다. 또다른 전설에는 메넬라오스는 아스티아낙스를 살해하는 것을 반대했다는 전승도 있다.또다른설에는 트로이가 멸망하기직전에 병에걸려 죽었다는 전승도 있다
그의 아들은 폴리도로스였다.

### 아스티아낙스 생존설
아스티아낙스의 생존설에 대해서는 많은 이야기가 있다. 아스티아낙스는 기적적으로 목숨을 건진 후에, 새로운 조국을 찾아 서쪽 세계를 향했고 그는 갈대숲이 무성하고, 야생 오리 떼가 한가로이 물 위를 산책하고 있는 센 강가에 도착했다. 그는 거기에서 '제2의 트로이(파리)'를 건설하기로 결심했다. 즉 프랑쿠스란 별명을 지닌 아스티아낙스가 바로 프랑크 왕국의 창시자로 되었다.
현대 작품에서는 어머니 안드로마케의 품에 안겨 비밀통로를 통해 트로이를 빠져나갔다는 이야기가 있다.